# Blattidae
Blattidae (лат.) — семейство насекомых из подотряда тараканов. Включает более 650 видов, среди них такие синантропные космополиты как таракан черный (Blatta orientalis), таракан американский (Periplaneta americana), таракан австралийский (Periplaneta australasiae), таракан туркестанский (Periplaneta lateralis) и т. д.

## Описание
Окраска преимущественно от красно-коричневого до черного цвета, часто с контрастным темно-светлым рисунком на переднеспинке. Крылья полностью развиты или редуцированы, обычно короче у самок, чем у самцов. Нижняя сторона средних и задних бедер вооружена с обоих краев рядами крепких шипов. Церки у самцов тонкие, прямые, обычно симметричные. Седьмой стернит двугубый.

## Подроды и роды

### Archiblattinae
Auth. Kirby, 1904; Распространение: Юго-Восточная Азия
- Archiblatta Snellen van Vollenhoven, 1862
- Catara Walker, 1868
- Protagonista Latreille, 1810

### Blattinae
Auth. Latreille, 1810; Распространение: по всему миру; синоним Duchailluiinae Roth, 2003
- Afrostylopyga Anisyutkin, 2014
- Apterisca Princis, 1963
- Blatta Linnaeus, 1758
- Brinckella Princis, 1963
- Cartoblatta Shelford, 1910
- Celatoblatta Johns, 1966
- Deropeltis Burmeister, 1838
- Dorylaea Stål, 1877
- Duchailluia Rehn, 1933
- Eroblatta Shelford, 1910
- Eumethana Princis, 1951
- Hebardina Bei-Bienko, 1938
- Henicotyle Rehn & Hebard, 1927
- Homalosilpha Stål, 1874

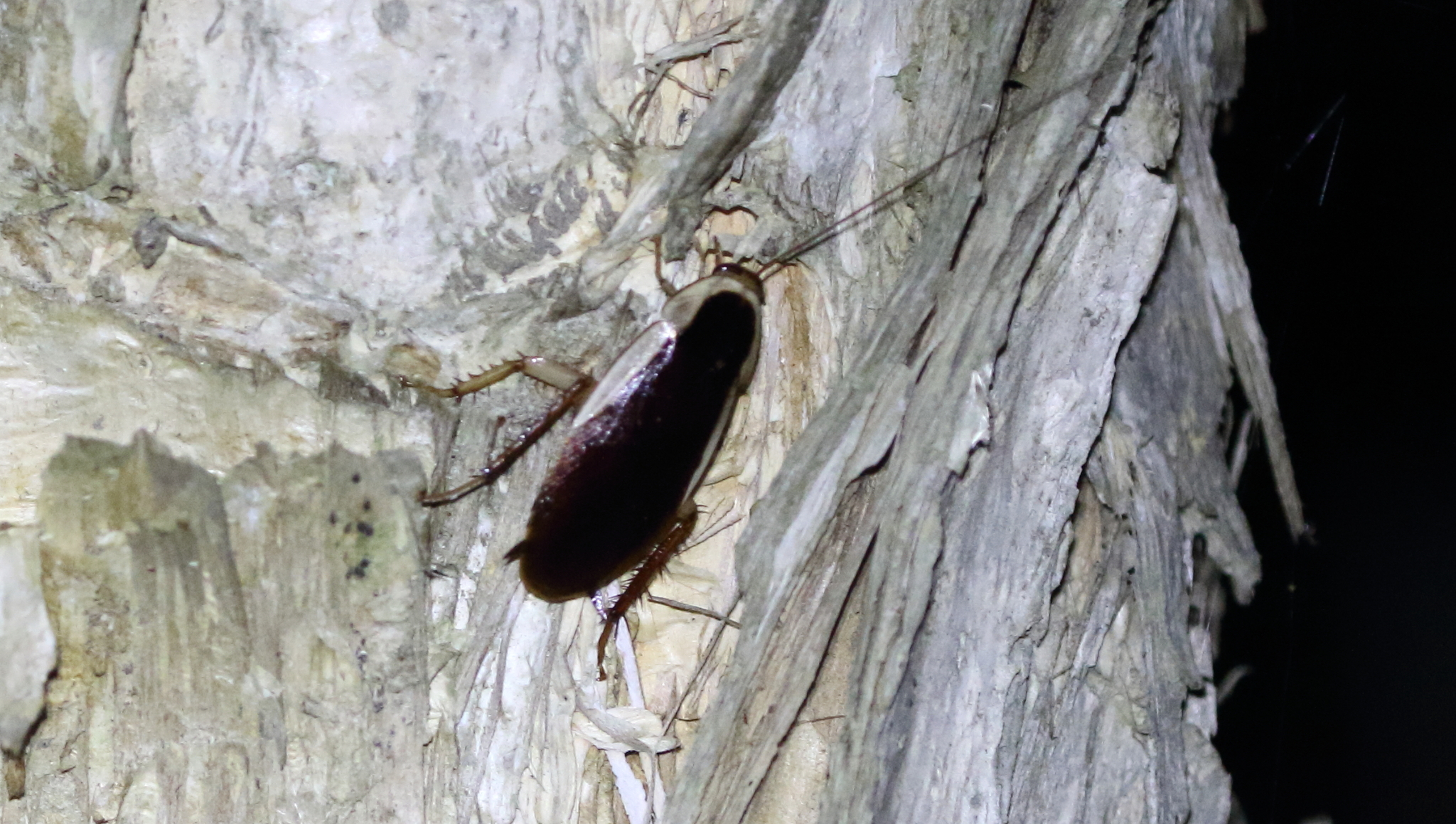
Methana parva

- Macrostylopyga Anisyutkin, Anichkin & Thinh, 2013
- Maoriblatta Princis, 1966
- Mimosilpha Bei-Bienko, 1957
- Miostylopyga Princis, 1966
- Neostylopyga Shelford, 1911
- Pelmatosilpha Dohrn, 1887
- Periplaneta Burmeister, 1838
- Pseudoderopeltis Krauss, 1890
- Scabinopsis Bei-Bienko, 1969
- Shelfordella Adelung, 1910
- Thyrsocera Burmeister, 1838
- †Bubosa Šmídová, 2020 Burmese amber, Myanmar, Cenomanian

### Macrocercinae
Auth. Roth, 1993; Распространение: Австралазия
- Macrocerca Hanitsch, 1930

### Polyzosteriinae
Auth. Tepper, 1893; Распространение: Центральная и Южная Америка, острова Тихого океана, Австралазия.
- Anamesia Tepper, 1893
- Cosmozosteria Stål, 1874
- Desmozosteria Shelford, 1909
- Drymaplaneta Tepper, 1893
- Eppertia Shaw, 1925
- Eurycotis Stål, 1874
- Euzosteria Shelford, 1909
- Laevifaciesquadrialata Liao, Wang & Che, 2019[2]
- Leptozosteria Tepper, 1893
- Megazosteria Mackerras, 1966
- Melanozosteria Stål, 1874
- Methana Stål, 1877
- Platyzosteria Brunner von Wattenwyl, 1865
- Polyzosteria Burmeister, 1838
- Pseudolampra Tepper, 1893
- Scabina Shelford, 1909
- Temnelytra Tepper, 1893
- Zonioploca Stål, 1874